# Sobole (Mazovie)
Pour les articles homonymes, voir Sobole.
Sobole (prononciation : [sɔˈbɔlɛ]) est un village polonais de la gmina de Załuski dans le powiat de Płońsk de la voïvodie de Mazovie dans le centre-est de la Pologne.

## Histoire
De 1975 à 1998, le village appartenait administrativement à la voïvodie de Ciechanów.